# Súper Rugby 2013
El Super Rugby de 2013 fue la decimoctava edición de la competencia internacional que se disputa en el hemisferio sur, y la tercera temporada con el nuevo formato de 15 equipos. Comenzó el 15 de febrero con el partido entre los australianos Melbourne Rebels y Western Force y finalizó el 3 de agosto con la final entre Chiefs y Brumbies, donde el cuadro neozelandés logró su segundo título, a la vez que logró defender la corona.
Por razones de patrocinio, esta competencia se conoce como FxPro Super Rugby en Australia, Investec Super Rugby en Nueva Zelanda y Vodacom Super Rugby en Sudáfrica.

## Equipos participantes
| Equipo                   | Ciudad          | Estadio                       | Entrenador       |
| ------------------------ | --------------- | ----------------------------- | ---------------- |
| Conferencia australiana  |                 |                               |                  |
| Brumbies                 | Canberra        | Canberra Stadium              | Jake White       |
| Melbourne Rebels         | Melbourne       | Melbourne Rectangular Stadium | Damien Hill      |
| New South Wales Waratahs | Sídney          | Sídney Football Stadium       | Michael Cheika   |
| Queensland Reds          | Brisbane        | Suncorp Stadium               | Richard Graham   |
| Western Force            | Perth           | Perth Oval                    | Michael Foley    |
| Conferencia neozelandesa |                 |                               |                  |
| Auckland Blues           | Auckland        | Eden Park                     | John Kirwan      |
| Canterbury Crusaders     | Christchurch    | Rugby League Park             | Todd Blackadder  |
| Otago Highlanders        | Dunedin         | Forsyth Barr Stadium          | Jamie Joseph     |
| Waikato Chiefs           | Hamilton        | Waikato Stadium               | Dave Rennie      |
| Wellington Hurricanes    | Wellington      | Westpac Stadium               | Mark Hammett     |
| Conferencia sudafricana  |                 |                               |                  |
| Blue Bulls               | Pretoria        | Loftus Versfeld Stadion       | Frans Ludeke     |
| Free State Cheetahs      | Bloemfontein    | Free State Stadium            | Naka Drotske     |
| Sharks                   | Durban          | Kings Park Stadium            | John Plumtree    |
| Southern Kings           | Port Elizabeth  | Nelson Mandela Bay Stadium    | Matt Sexton      |
| Stormers                 | Ciudad del Cabo | Newlands Stadium              | Allister Coetzee |

## Formato de disputa
Fase regular
Los quince participantes se dividen en tres conferencias, una por cada país, y cada una con cinco equipos.
Cada equipo disputa dieciséis partidos, ocho contra los demás equipos del grupo, una vez como local y otra como visitante. También disputa partidos contra los rivales de las dos restantes conferencias, estos últimos llamados inter conferencias.
Dependiendo del resultado en el partido se otorga una puntuación, siendo cuatro puntos por partido ganado, dos por partido empatado y ningún punto en caso de derrota. También se otorgan puntos bonus:
- bonus ofensivo que consta de un punto por ganar un partido con cuatro o más tries
- bonus defensivo que se otorga cuando un equipo pierde su partido con una diferencia no mayor a siete puntos.

Una vez disputados los dieciocho encuentros, se ordenan a los equipos en tablas de posiciones, clasificando a la próxima fase un equipo por conferencia; el mejor de la misma, y los restante tres mejores que se obtienen de la tabla general.
Descenso en conferencia sudafricana
Al existir un equipo más en Sudáfrica en condiciones de participar, los Lions, el último equipo de la conferencia sudafricana disputa un partido contra este equipo para definir cual de los dos participa de la siguiente edición del Super Rugby.
Segunda fase
De los seis participantes, los dos mejores avanzan a las semifinales, mientras que los cuatro restantes juegan la reclasificación. El tercer mejor ubicado contra el sexto y el cuarto contra el quinto. Las localías pertenecen al equipo mejor ubicado.
Los equipos que ganan sus partidos avanzan a las semifinales, y a su vez, los que ganan estas avanzan a la final.
El equipo ganador de la final se proclama campeón.

## Fase regular

### Conferencia australiana
| Pos. | Equipo   | Encuentros | Encuentros | Encuentros | Encuentros | Tantos | Tantos | Tantos | PB | PB | Puntos |
| Pos. | Equipo   | PJ         | PG         | PE         | PP         | F      | C      | Dif    | BO | BD | Puntos |
| ---- | -------- | ---------- | ---------- | ---------- | ---------- | ------ | ------ | ------ | -- | -- | ------ |
| 1    | Brumbies | 16         | 10         | 2          | 4          | 430    | 295    | + 135  | 5  | 3  | 60     |
| 2    | Reds     | 16         | 10         | 2          | 4          | 321    | 296    | + 25   | 4  | 2  | 58     |
| 3    | Waratahs | 16         | 8          | 0          | 8          | 411    | 371    | + 40   | 1  | 4  | 45     |
| 4    | Rebels   | 16         | 5          | 0          | 11         | 382    | 515    | - 133  | 4  | 5  | 37     |
| 5    | Force    | 16         | 4          | 1          | 11         | 267    | 366    | - 99   | -  | 5  | 31     |

|  | Clasificado a las próxima ronda como mejor de conferencia. |

### Conferencia neozelandesa
| Pos. | Equipo      | Encuentros | Encuentros | Encuentros | Encuentros | Tantos | Tantos | Tantos | PB | PB | Puntos |
| Pos. | Equipo      | PJ         | PG         | PE         | PP         | F      | C      | Dif    | BO | BD | Puntos |
| ---- | ----------- | ---------- | ---------- | ---------- | ---------- | ------ | ------ | ------ | -- | -- | ------ |
| 1    | Chiefs      | 16         | 12         | 0          | 4          | 458    | 364    | + 94   | 8  | 2  | 66     |
| 2    | Crusaders   | 16         | 11         | 0          | 5          | 446    | 307    | + 139  | 5  | 3  | 60     |
| 3    | Blues       | 16         | 6          | 0          | 10         | 347    | 364    | - 17   | 6  | 6  | 44     |
| 4    | Hurricanes  | 16         | 6          | 0          | 10         | 386    | 457    | - 71   | 4  | 5  | 41     |
| 5    | Highlanders | 16         | 3          | 0          | 13         | 374    | 496    | - 122  | 4  | 5  | 29     |

|  | Clasificado a las próxima ronda como mejor de conferencia. |

### Conferencia sudafricana
| Pos. | Equipo   | Encuentros | Encuentros | Encuentros | Encuentros | Tantos | Tantos | Tantos | PB | PB | Puntos |
| Pos. | Equipo   | PJ         | PG         | PE         | PP         | F      | C      | Dif    | BO | BD | Puntos |
| ---- | -------- | ---------- | ---------- | ---------- | ---------- | ------ | ------ | ------ | -- | -- | ------ |
| 1    | Bulls    | 16         | 12         | 0          | 4          | 448    | 330    | + 118  | 5  | 2  | 63     |
| 2    | Cheetahs | 16         | 10         | 0          | 6          | 382    | 358    | + 24   | 2  | 4  | 54     |
| 3    | Stormers | 16         | 9          | 0          | 7          | 346    | 292    | + 54   | 1  | 5  | 50     |
| 4    | Sharks   | 16         | 8          | 0          | 8          | 384    | 305    | + 79   | 3  | 5  | 48     |
| 5    | Kings    | 16         | 3          | 1          | 12         | 298    | 564    | - 266  | 2  | -  | 24     |

|  | Clasificado a las próxima ronda como mejor de conferencia. |
|  | Disputa partido por la permanencia.                        |

### Tabla general
| Pos. | Equipo      | Encuentros | Encuentros | Encuentros | Encuentros | Tantos | Tantos | Tantos | PB | PB | Puntos |
| Pos. | Equipo      | PJ         | PG         | PE         | PP         | F      | C      | Dif    | BO | BD | Puntos |
| ---- | ----------- | ---------- | ---------- | ---------- | ---------- | ------ | ------ | ------ | -- | -- | ------ |
| 1    | Chiefs      | 16         | 12         | 0          | 4          | 458    | 364    | + 94   | 8  | 2  | 66     |
| 2    | Bulls       | 16         | 12         | 0          | 4          | 448    | 330    | + 118  | 5  | 2  | 63     |
| 3    | Brumbies    | 16         | 10         | 2          | 4          | 430    | 295    | + 135  | 5  | 3  | 60     |
| 4    | Crusaders   | 16         | 11         | 0          | 5          | 446    | 307    | + 139  | 5  | 3  | 60     |
| 5    | Reds        | 16         | 10         | 2          | 4          | 321    | 296    | + 25   | 4  | 2  | 58     |
| 6    | Cheetahs    | 16         | 10         | 0          | 6          | 382    | 358    | + 24   | 2  | 4  | 54     |
| 7    | Stormers    | 16         | 9          | 0          | 7          | 346    | 292    | + 54   | 1  | 5  | 50     |
| 8    | Sharks      | 16         | 8          | 0          | 8          | 384    | 305    | + 79   | 3  | 5  | 48     |
| 9    | Waratahs    | 16         | 8          | 0          | 8          | 411    | 371    | + 40   | 1  | 4  | 45     |
| 10   | Blues       | 16         | 6          | 0          | 10         | 347    | 364    | - 17   | 6  | 6  | 44     |
| 11   | Hurricanes  | 16         | 6          | 0          | 10         | 386    | 457    | - 71   | 4  | 5  | 41     |
| 12   | Rebels      | 16         | 5          | 0          | 11         | 382    | 515    | - 133  | 4  | 5  | 37     |
| 13   | Force       | 16         | 4          | 1          | 11         | 267    | 366    | - 99   | -  | 5  | 31     |
| 14   | Highlanders | 16         | 3          | 0          | 13         | 374    | 496    | - 122  | 4  | 5  | 29     |
| 15   | Kings       | 16         | 3          | 1          | 12         | 298    | 564    | - 266  | 2  | -  | 24     |

|  | Clasificado a las semifinales.    |
|  | Clasificado a la reclasificación. |

### Resultados
| Rebels   | 30 - 23 | Force | Melbourne Rectangular Stadium | 15 de febrero | 19:40 |
| Brumbies | 24 - 6  | Reds  | Canberra Stadium              | 16 de febrero | 19:40 |

| Highlanders | 27 - 41 | Chiefs   | Forsyth Barr Stadium          | 22 de febrero | 19:35 |
| Rebels      | 13 - 30 | Brumbies | Melbourne Rectangular Stadium | 22 de febrero | 19:40 |
| Bulls       | 25 - 17 | Stormers | Loftus Versfeld Stadion       | 22 de febrero | 19:10 |
| Hurricanes  | 20 - 34 | Blues    | Westpac Stadium               | 23 de febrero | 19:35 |
| Reds        | 25 - 17 | Waratahs | Suncorp Stadium               | 23 de febrero | 18:40 |
| Cheetahs    | 22 - 29 | Sharks   | Free State Stadium            | 23 de febrero | 17:05 |
| Kings       | 22 - 10 | Force    | Nelson Mandela Bay Stadium    | 23 de febrero | 19:10 |

| Blues    | 24 - 15 | Crusaders  | Eden Park               | 1 de marzo | 19:30 |
| Waratahs | 31 - 26 | Rebels     | Sídney Football Stadium | 1 de marzo | 19:20 |
| Reds     | 18 - 12 | Hurricanes | Suncorp Stadium         | 1 de marzo | 20:20 |
| Chiefs   | 45 - 3  | Cheetahs   | Waikato Stadium         | 2 de marzo | 19:35 |
| Bulls    | 36 - 26 | Force      | Loftus Versfeld Stadion | 2 de marzo | 17:05 |
| Sharks   | 12 - 6  | Stormers   | Kings Park Stadium      | 2 de marzo | 19:10 |

| Hurricanes  | 29 - 28 | Crusaders | Estadio Westpac               | 8 de marzo  | 19:35 |
| Rebels      | 13 - 23 | Reds      | Melbourne Rectangular Stadium | 8 de marzo  | 19:40 |
| Highlanders | 19 - 36 | Cheetahs  | Forsyth Barr Stadium          | 9 de marzo  | 19:35 |
| Brumbies    | 35 - 6  | Waratahs  | Canberra Stadium              | 9 de marzo  | 19:40 |
| Stormers    | 36 - 34 | Chiefs    | Newlands                      | 9 de marzo  | 17:05 |
| Kings       | 12 - 21 | Sharks    | Nelson Mandela Bay            | 9 de marzo  | 19:10 |
| Blues       | 21 - 28 | Bulls     | Eden Park                     | 10 de marzo | 16:05 |

| Highlanders | 19 - 23 | Hurricanes | Forsyth Barr Stadium       | 15 de marzo | 19:35 |
| Waratahs    | 26 - 27 | Cheetahs   | Sídney Football Stadium    | 15 de marzo | 19:40 |
| Kings       | 24 - 35 | Chiefs     | Nelson Mandela Bay Stadium | 15 de marzo | 19:10 |
| Crusaders   | 41 - 19 | Bulls      | Rugby League Park          | 16 de marzo | 19:35 |
| Reds        | 12 - 19 | Force      | Suncorp Stadium            | 16 de marzo | 18:40 |
| Sharks      | 10 - 29 | Brumbies   | Kings Park Stadium         | 16 de marzo | 17:05 |

| Chiefs    | 19 - 7  | Highlanders | Waikato Stadium         | 22 de marzo | 19:35 |
| Crusaders | 55 - 20 | Kings       | Rugby League Park       | 23 de marzo | 19:35 |
| Reds      | 23 - 18 | Bulls       | Suncorp Stadium         | 23 de marzo | 18:40 |
| Force     | 10 - 19 | Cheetahs    | Perth Oval              | 23 de marzo | 18:45 |
| Sharks    | 64 - 7  | Rebels      | Kings Park Stadium      | 23 de marzo | 17:05 |
| Stormers  | 35 - 22 | Brumbies    | Newlands                | 23 de marzo | 19:10 |
| Waratahs  | 30 - 27 | Blues       | Sídney Football Stadium | 24 de marzo | 16:05 |

| Highlanders | 33 - 34 | Reds      | Forsyth Barr Stadium    | 29 de marzo | 19:35 |
| Hurricanes  | 46 - 30 | Kings     | Westpac Stadium         | 29 de marzo | 16:35 |
| Chiefs      | 23 - 16 | Blues     | Baypark Stadium         | 30 de marzo | 19:35 |
| Brumbies    | 23 - 20 | Bulls     | Canberra Stadium        | 30 de marzo | 19:40 |
| Cheetahs    | 34 - 16 | Rebels    | Free State Stadium      | 30 de marzo | 17:05 |
| Stormers    | 14 - 19 | Crusaders | Newlands                | 30 de marzo | 19:10 |
| Waratahs    | 23 - 19 | Force     | Sídney Football Stadium | 31 de marzo | 16:05 |

| Blues      | 29 - 18 | Highlanders | Eden Park          | 5 de abril | 19:35 |
| Brumbies   | 28 - 28 | Kings       | Canberra Stadium   | 5 de abril | 19:40 |
| Sharks     | 21 - 17 | Crusaders   | Kings Park Stadium | 5 de abril | 19:10 |
| Hurricanes | 41 - 29 | Waratahs    | Westpac Stadium    | 6 de abril | 19:35 |
| Force      | 23 - 30 | Rebels      | Perth Oval         | 6 de abril | 16:40 |
| Cheetahs   | 26 - 24 | Stormers    | Free State Stadium | 6 de abril | 17:05 |

| Highlanders | 19 - 30 | Brumbies   | Forsyth Barr Stadium          | 12 de abril | 19:35 |
| Chiefs      | 23 - 31 | Reds       | Waikato Stadium               | 13 de abril | 16:35 |
| Blues       | 28 - 6  | Hurricanes | Eden Park                     | 13 de abril | 19:35 |
| Rebels      | 27 - 30 | Kings      | Melbourne Rectangular Stadium | 13 de abril | 19:40 |
| Force       | 16 - 14 | Crusaders  | Perth Oval                    | 13 de abril | 19:45 |
| Stormers    | 22 - 15 | Sharks     | Newlands                      | 13 de abril | 17:05 |
| Bulls       | 26 - 20 | Cheetahs   | Loftus Versfeld Stadion       | 13 de abril | 19:10 |

| Hurricanes | 22 - 16 | Force       | Westpac Stadium         | 19 de abril | 19:35 |
| Waratahs   | 25 - 20 | Chiefs      | Sídney Football Stadium | 19 de abril | 19:40 |
| Crusaders  | 24 - 8  | Highlanders | Rugby League Park       | 20 de abril | 19:35 |
| Reds       | 19 - 19 | Brumbies    | Suncorp Stadium         | 20 de abril | 19:40 |
| Sharks     | 6 - 12  | Cheetahs    | Kings Park Stadium      | 20 de abril | 17:05 |
| Kings      | 0 - 34  | Bulls       | Nelson Mandela Bay      | 20 de abril | 19:10 |

| Hurricanes | 16 - 18 | Stormers | Westpac Stadium  | 26 de abril | 20:35 |
| Reds       | 12 - 11 | Blues    | Suncorp Stadium  | 26 de abril | 20:40 |
| Chiefs     | 37 - 29 | Sharks   | Waikato Stadium  | 27 de abril | 20:35 |
| Brumbies   | 41 - 7  | Force    | Canberra Stadium | 27 de abril | 20:40 |
| Bulls      | 30 - 19 | Waratahs | Loftus Versfeld  | 27 de abril | 18:05 |
| Cheetahs   | 26 - 12 | Kings    | Vodacom Park     | 27 de abril | 20:10 |
| Crusaders  | 30 - 26 | Rebels   | AMI Stadium      | 28 de abril | 17:05 |

| Blues       | 18 - 17 | Stormers   | North Harbour                 | 3 de mayo | 20:35 |
| Rebels      | 33 - 39 | Chiefs     | Melbourne Rectangular Stadium | 3 de mayo | 20:40 |
| Highlanders | 25 - 22 | Sharks     | Forsyth Barr                  | 4 de mayo | 20:35 |
| Force       | 11 - 11 | Reds       | Perth Oval                    | 4 de mayo | 20:40 |
| Kings       | 10 - 72 | Waratahs   | Nelson Mandela Bay            | 4 de mayo | 18:05 |
| Bulls       | 48 - 14 | Hurricanes | Loftus Versfeld               | 4 de mayo | 20:15 |
| Brumbies    | 23 - 30 | Crusaders  | Canberra Stadium              | 5 de mayo | 17:05 |

| Chiefs   | 22 - 21 | Force       | Ecolight Stadium        | 10 de mayo | 20:35 |
| Reds     | 32 - 17 | Sharks      | Suncorp Stadium         | 10 de mayo | 20:40 |
| Cheetahs | 34 - 49 | Hurricanes  | Free State Stadium      | 10 de mayo | 20:10 |
| Blues    | 36 - 32 | Rebels      | Eden Park               | 11 de mayo | 18:35 |
| Waratahs | 21 - 15 | Stormers    | Sídney Football Stadium | 11 de mayo | 20:40 |
| Kings    | 34 - 27 | Highlanders | Nelson mandela Bay      | 11 de mayo | 18:05 |

| Hurricanes | 12 - 17 | Chiefs      | Westpac Stadium            | 17 de mayo | 20:35 |
| Rebels     | 30 - 21 | Stormers    | Melbourne Rectangular Park | 17 de mayo | 22:40 |
| Force      | 13 - 23 | Sharks      | Perth Oval                 | 17 de mayo | 22:40 |
| Crusaders  | 23 - 3  | Blues       | Estadio AMI                | 18 de mayo | 20:35 |
| Waratahs   | 28 - 22 | Brumbies    | Estadio ANZ                | 18 de mayo | 20:40 |
| Bulls      | 35 - 18 | Highlanders | Loftus Versfeld            | 18 de mayo | 18:05 |
| Cheetahs   | 27 - 13 | Reds        | Free State                 | 18 de mayo | 20:10 |

| Chiefs   | 28 - 19 | Crusaders   | Waikato Stadium       | 24 de mayo | 20:35 |
| Rebels   | 24 - 22 | Waratahs    | Melbourne Rectangular | 24 de mayo | 20:40 |
| Blues    | 13 - 20 | Brumbies    | Eden Park             | 25 de mayo | 20:35 |
| Force    | 19 - 18 | Highlanders | Perth Oval            | 25 de mayo | 20:40 |
| Kings    | 22 - 34 | Cheetahs    | Nelson Mandela Bay    | 25 de mayo | 16:00 |
| Stormers | 20 - 15 | Reds        | Newlands              | 25 de mayo | 18:35 |

| Crusaders   | 23 - 22 | Waratahs             | Estadio AMI      | 31 de mayo | 20:35 |
| Brumbies    | 30 - 23 | Hurricanes           | Canberra Stadium | 31 de mayo | 20:40 |
| Highlanders | 38 - 28 | Blues                | Forsyth Barr     | 1 de junio | 20:35 |
| Reds        | 33 - 20 | Rebels               | Suncorp Stadium  | 1 de junio | 20:40 |
| Stormers    | 19 - 11 | Kings                | Newlands         | 1 de junio | 18:05 |
| Cheetahs    | 25 - 30 | Bandera de Sudáfrica | Free State       | 1 de junio | 20:10 |

| Brumbies | 39 - 17 | Rebels   | Canberra Stadium | 7 de junio | 20:40 |
| Force    | 13 - 28 | Waratahs | Perth Oval       | 9 de junio | 17:05 |

| Cheifs      | 34 - 22 | Hurricanes | Waikato Stadium | 28 de junio | 20:35 |
| Highlanders | 12 - 40 | Crusaders  | Forsyth Barr    | 29 de junio | 20:35 |
| Sharks      | 22 - 20 | Blues      | Kings Park      | 29 de junio | 15:50 |
| Bulls       | 48 - 18 | Kings      | Loftus Versfeld | 29 de junio | 18:05 |
| Stormers    | 28 - 3  | Cheetahs   | Newlands        | 29 de junio | 20:15 |

| Crusaders  | 43 - 15 | Chiefs      | AMI Stadium        | 5 de julio | 20:35 |
| Hurricanes | 44 - 49 | Highlanders | Westpac Stadium    | 6 de julio | 20:35 |
| Cheetahs   | 34 - 13 | Blues       | Free State         | 6 de julio | 15:10 |
| Kings      | 12 - 24 | Stormers    | Nelson Mandela Bay | 6 de julio | 18:05 |
| Bulls      | 20 - 19 | Sharks      | Loftus Versfeld    | 6 de julio | 20:15 |

| Crusaders | 25 - 17 | Hurricanes  | Rugby League Park             | 12 de julio | 20:35 |
| Rebels    | 38 - 37 | Highlanders | Melbourne Rectangular Stadium | 12 de julio | 18:40 |
| Blues     | 16 - 26 | Chiefs      | Eden Park                     | 13 de julio | 16:35 |
| Waratahs  | 12 - 14 | Reds        | ANZ Stadium                   | 13 de julio | 20:40 |
| Force     | 21 - 15 | Brumbies    | Perth Oval                    | 13 de julio | 21:40 |
| Sharks    | 58 - 13 | Kings       | Growthpoint Kings Park        | 13 de julio | 18:05 |
| Stormers  | 30 - 13 | Bulls       | Newlands                      | 13 de julio | 20:10 |

## Serie por el descenso
La serie por el descenso se disputó entre el peor combinado de la conferencia sudafricana y el equipo que no participó en esta temporada, resultando ganador este segundo y así obteniendo la posibilidad de jugar el Super Rugby 2014.
| Pos. | Equipo | Encuentros | Encuentros | Encuentros | Encuentros | Tantos | Tantos | Tantos | PB | PB | Puntos |
| Pos. | Equipo | PJ         | PG         | PE         | PP         | F      | C      | Dif    | BO | BD | Puntos |
| ---- | ------ | ---------- | ---------- | ---------- | ---------- | ------ | ------ | ------ | -- | -- | ------ |
| 1    | Lions  | 2          | 1          | 0          | 1          | 44     | 42     | + 2    | -  | 1  | 5      |
| 2    | Kings  | 2          | 1          | 0          | 1          | 42     | 44     | - 2    | -  | 1  | 5      |

| Kings | 19 - 26 | Lions | Nelson Mandela Bay | 26 de julio | 19:10 |
| Lions | 18 - 23 | Kings | Ellis Park         | 3 de agosto | 17:00 |

## Segunda fase
|  | Reclasificación | Reclasificación |           |    | Semifinales | Semifinales |  |        | Final | Final |  |
|  |                 |                 |           |    |             |             |  |        |       |       |  |
|  |                 |                 |           |    |             |             |  |        |       |       |  |
|  |                 |                 |           |    |             |             |  |        |       |       |  |
|  |                 |                 |           |    |             |             |  |        |       |       |  |
|  |                 |                 |           |    |             |             |  |        |       |       |  |
|  |                 | Chiefs          | 20        |    |             |             |  |        |       |       |  |
|  |                 |                 | 20        |    |             |             |  |        |       |       |  |
|  |                 |                 | Crusaders | 19 |             |             |  |        |       |       |  |
|  | Crusaders       | 38              | Crusaders | 19 |             |             |  |        |       |       |  |
|  | Crusaders       | 38              |           |    |             |             |  |        |       |       |  |
|  | Reds            | 9               |           |    |             |             |  |        |       |       |  |
|  | Reds            | 9               |           |    |             |             |  | Chiefs | 27    |       |  |
|  |                 |                 |           |    |             |             |  | Chiefs | 27    |       |  |
|  |                 |                 | Brumbies  | 22 |             |             |  |        |       |       |  |
|  |                 |                 | Brumbies  | 22 |             |             |  |        |       |       |  |
|  |                 |                 |           |    |             |             |  |        |       |       |  |
|  |                 |                 |           |    |             |             |  |        |       |       |  |
|  |                 | Bulls           | 23        |    |             |             |  |        |       |       |  |
|  |                 |                 | 23        |    |             |             |  |        |       |       |  |
|  |                 |                 | Brumbies  | 26 |             |             |  |        |       |       |  |
|  | Brumbies        | 15              | Brumbies  | 26 |             |             |  |        |       |       |  |
|  | Brumbies        | 15              |           |    |             |             |  |        |       |       |  |
|  | Cheetahs        | 13              |           |    |             |             |  |        |       |       |  |
|  | Cheetahs        | 13              |           |    |             |             |  |        |       |       |  |
|  |                 |                 |           |    |             |             |  |        |       |       |  |

### Reclasificación
Crusaders - Reds
| 20 de julio, 20:35 | Crusaders | 38 - 9  | Reds | AMI Stadium, Christchurch, Nueva Zelanda |                         |
|                    |           | Reporte |      | Árbitro(s): Jaco Peyper                  | Árbitro(s): Jaco Peyper |

Brumbies - Cheetahs
| 21 de julio, 17:10 | Brumbies | 15 - 13 | Cheetahs | Canberra Stadium, Canberra, Australia |                          |
|                    |          | Reporte |          | Árbitro(s): Glen Jackson              | Árbitro(s): Glen Jackson |

### Semifinales
Chiefs - Crusaders
| 27 de julio, 20:35 | Chiefs | 20 - 19 | Crusaders | Waikato Stadium, Hamilton, Nueva Zelanda |                         |
|                    |        | Reporte |           | Árbitro(s): Steve Walsh                  | Árbitro(s): Steve Walsh |

Bulls - Brumbies
| 27 de julio, 18:05 | Bulls | 23 - 26 | Brumbies | Loftus Versfeld, Pretoria, Sudáfrica |                           |
|                    |       | Reporte |          | Árbitro(s): Craig Joubert            | Árbitro(s): Craig Joubert |

### Final
Chiefs - Brumbies
| 3 de agosto, 20:35 | Chiefs | 27 - 22 | Brumbies | Waikato Stadium, Hamilton, Nueva Zelanda |                           |
|                    |        | Reporte |          | Árbitro(s): Craig Joubert                | Árbitro(s): Craig Joubert |

| Bandera de Nueva Zelanda |
| Campeón Chiefs           |
| Segundo título           |